# Holiday (film 1930)
Holiday  è un film del 1930 diretto da Edward H. Griffith.
Fu rifatto nel 1938 da George Cukor con il titolo di Incantesimo: nel remake, l'attore Edward Everett Horton ricoprirà lo stesso ruolo che ha nella versione del 1930, mentre Cary Grant e Katharine Hepburn ne furono i nuovi protagonisti.

## Riconoscimenti
Il film ha ricevuto due candidature ai Premi Oscar 1931, per la miglior attrice e la migliore sceneggiatura non originale.
Nel 1930 è stato indicato tra i migliori dieci film dell'anno dal National Board of Review of Motion Pictures.

## Trama
Il film narra la storia di un giovane uomo diviso tra le sue convinzioni libere e indipendenti e lo stile di vita molto tradizionale della ricca famiglia della sua fidanzata, finché non incontrerà la sorella di questa...

## Produzione
Il film fu prodotto da E.B. Derr per la Pathé Exchange.

## Distribuzione
Distribuito dalla Pathé Exchange, il film uscì nelle sale cinematografiche USA il 3 luglio 1930